# Stenancistrocerus atropos
Stenancistrocerus atropos är en stekelart som först beskrevs av Amédée Louis Michel Lepeletier 1841.  Stenancistrocerus atropos ingår i släktet Stenancistrocerus och familjen Eumenidae. Inga underarter finns listade i Catalogue of Life.